# Bernardino Maceri
Bernardino Maceri (Salò, 1º agosto 1823 – Salò, 29 settembre 1871) è stato un politico italiano.

## Biografia
Primo cittadino facente funzioni di Salò nel 1862, fu a tutti gli effetti sindaco della sua città natale in due occasioni, fra il 1863 al 1869. 
Fu Deputato del Regno di Sardegna nel 1860, eletto nel Collegio di Preseglie. Fu Deputato del Regno d'Italia nell'VIII legislatura, eletto nel Collegio di Salò.